# Літній театр (Батумі)
Бату́мський лі́тній теа́тр (груз. ბათუმის საზაფხულო თეატრი) — літній театр у місті Батумі, столиці регіону Аджарія (Грузія), місце проведення культурно-масових заходів.

## Загальна інформація
Розташований у батумському середмісті — на початку Батумського бульвару (так званий Старий бульвар), де найбільше зосереджуються туристи.
Наразі (кінець 2010-х років) вміщує одночасно 1 200 глядачів.
Унікальність споруди в тому, що вона з дерева.

## З історії
Літній театр у Батумі був побудований у 1947 році.
У радянський час активно використовувався.
У 1990-х споруда зазнала занепаду.
В 2013 році Батумський літній театр був реконструйований в ході масштабного оновлення міста як міжнародного туристичного осередка. Однак і надалі (кінець 2010-х) його використання залишається обмеженим — зрідка тут відбуваються концерти й молодіжні театральні вистави.